# Balloy
Balloy – miejscowość i gmina we Francji, w regionie Île-de-France, w departamencie Sekwana i Marna. Przez miejscowość przepływa Sekwana. 
Według danych na rok 1990 gminę zamieszkiwało 298 osób, a gęstość zaludnienia wynosiła 23 osób/km² (wśród 1287 gmin regionu Île-de-France Balloy plasuje się na 927. miejscu pod względem liczby ludności, natomiast pod względem powierzchni na miejscu 240.).